# Błogocice (Cieszyn)

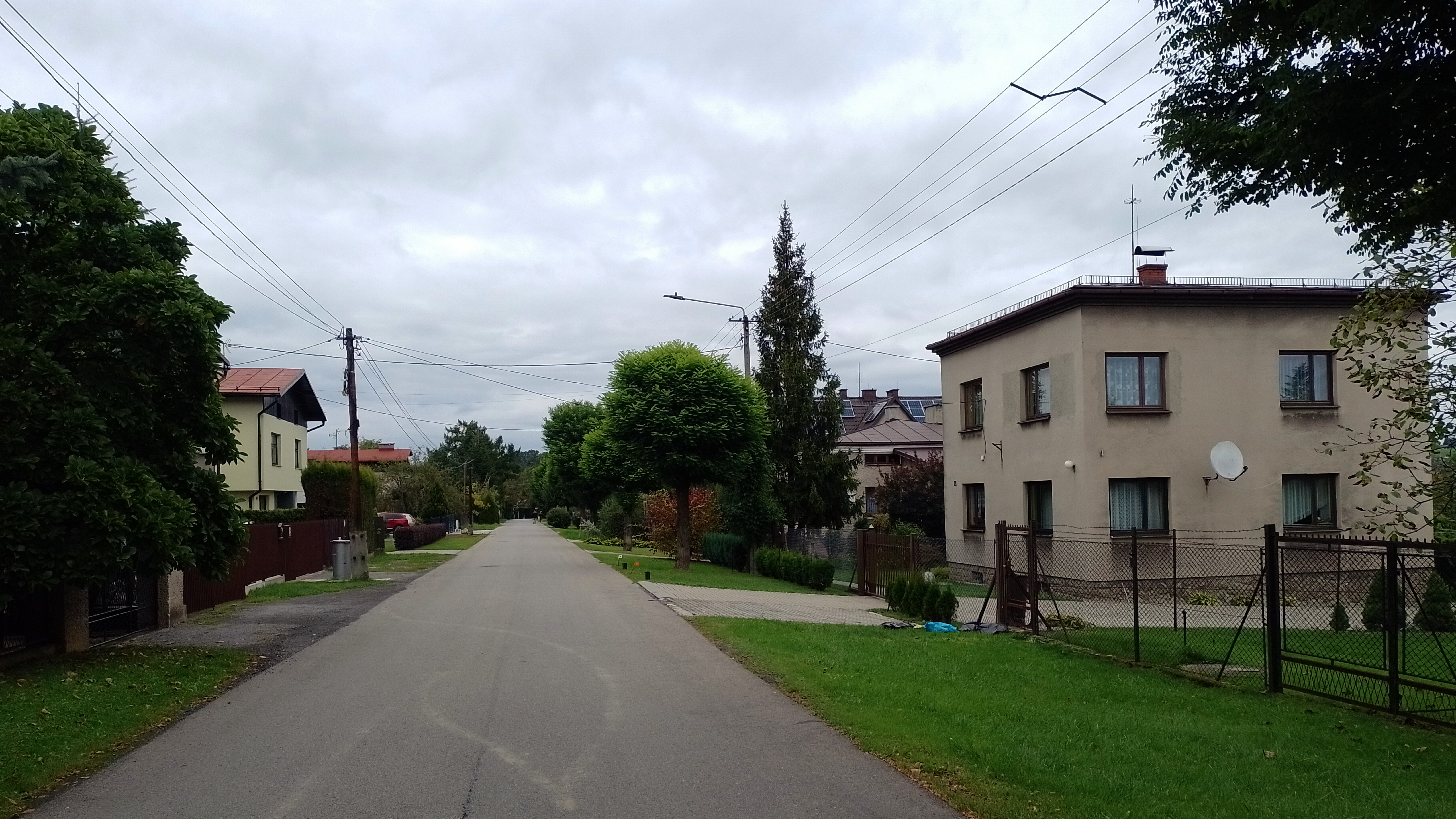
Typowa zabudowa Błogocic – ulica Żeromskiego

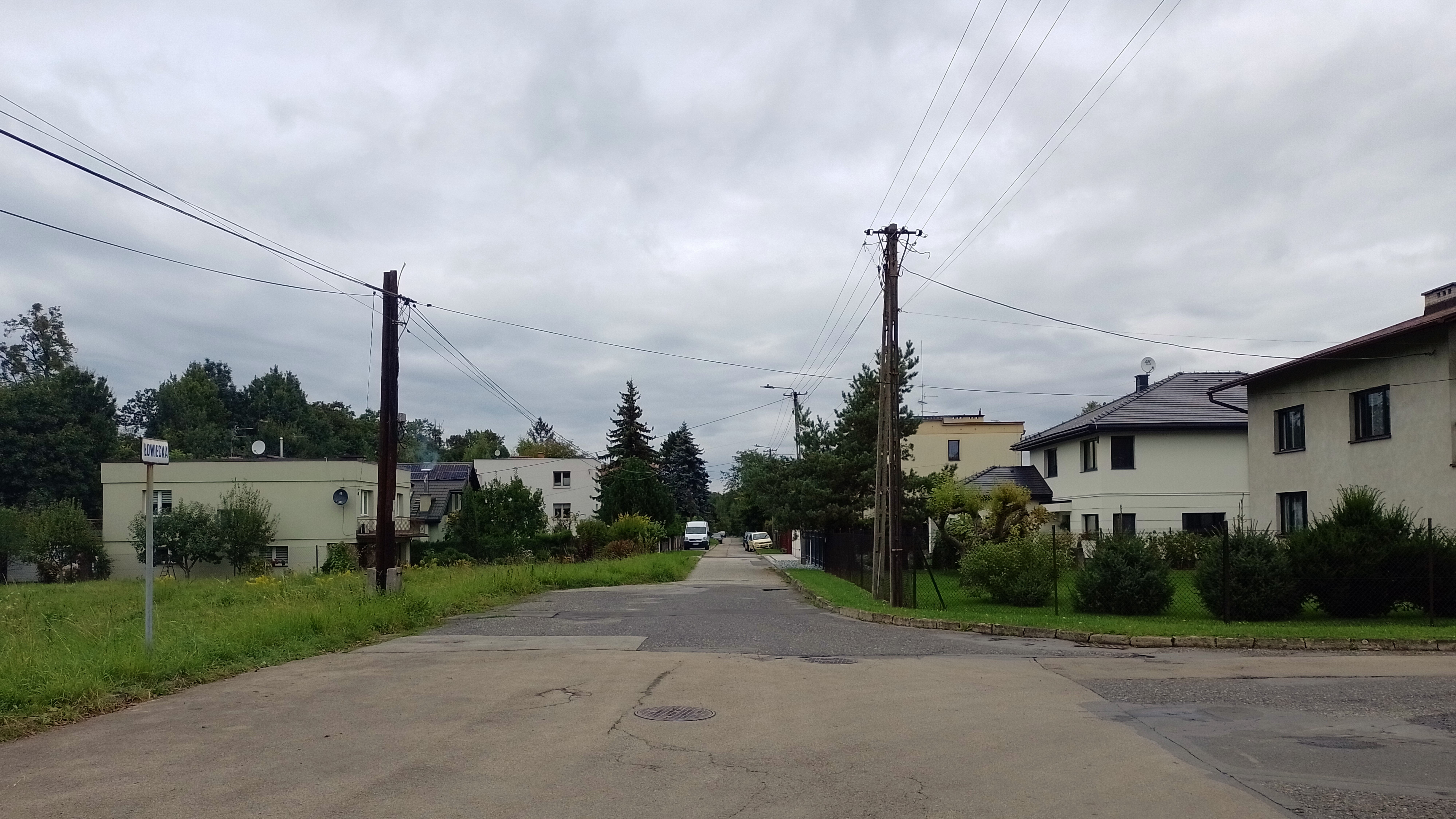
Typowa zabudowa Błogocic – ulica Łowiecka

Błogocice (czes. Blahotice, niem. Blogotzitz lub Blogotitz) – dawniej wieś, a od 1923 roku południowa część Cieszyna, położona nad potokiem Puńcówka.

## Historia
Pierwsza wzmianka pochodzi z 1447 roku. Funkcjonował tu wówczas folwark książęcy. Na przełomie XVI i XVII wieku jej właścicielami byli Sobkowie. W XVII wieku jej właścicielami byli Wildauowie: w 1661 r. cieszyński kupiec Andrzej Wildau i jego prawi potomkowie otrzymali oprócz herbu, klejnotu, szlachectwa czeskiego, prawa do używania czerwonego wosku w pieczęciach także honorowy tytuł von Lindenweiß auf Blogotitz. Później włości błogocickie znajdowały się w posiadaniu Mitmayerów, Marklowskich i Spensów, a od końca XVIII wieku cieszyńskich Habsburgów (w 1797 r. Błogocice weszły w skład dóbr Komory Cieszyńskiej).
Według austriackiego spisu ludności z 1900 w 20 budynkach w Błogocicach (Blogotitz) będących częścią gminy Sibica (Schibitz) mieszkało 218 osób. z tego 94 (43,1%) mieszkańców było katolikami a 124 (56,9%) ewangelikami, 200 (91,7%) było polsko- a 18 (8,3%) niemieckojęzycznymi. Według spisu z 1910 roku Błogocice miały już 327 mieszkańców zamieszkałych w 27 budynkach na obszarze 129 hektarów, co dawało gęstość zaludnienia równą 253,5 os./km², z czego 325 było zameldowanych na stałe, 177 (54,1%) było katolikami a 150 (45,9%) ewangelikami, 222 (68,3%) było polsko- a 103 (31,7%) niemieckojęzycznymi.
W 1920 nastąpiło podzielenie Śląska Cieszyńskiego jak również gminy Sibica wzdłuż Olzy. Błogocice położone na prawym brzegu znalazły się w granicach Polski i utworzyły samodzielną wieś, a 3 lata później, 26 lipca 1923, zostały włączone w granice administracyjne Cieszyna, zaś Sibica położona na zachód od rzeki znalazła się w Czechosłowacji, w granicach Czeskiego Cieszyna od 1947.
W 1997 jednostkę urbanistyczną Błogocice (obejmującą również południową część dawnego Bobrka z osiedlem Mały Jaworowy i Cieszyna z dawnymi koszarami wojskowymi) zamieszkiwało 5126 z 38115 mieszkańców Cieszyna (13,4%).

## Zabytki
- Dwór szlachecki (49°43′54″N 18°37′59″E/49,731667 18,633056);

Początkowo był to folwark książąt cieszyńskich z połowy XV wieku. Przebudowany w I poł. XVI wieku na dwór obronny w stylu renesansowym przez ród Mitmayerów. Później wielokrotnie zmieniał zarządców, którymi były szlacheckie rody Sobków, Marklowskich, Spensów a w XVIII wieku także Habsburgów. W 1789 r. we dworze tymczasowo mieszkały elżbietanki, gdy ich klasztor przy cieszyńskim Rynku spłonął podczas wielkiego pożaru miasta w 1789 r. Przebudowy, w tym ostatnia z 1909 r. dokonana przez Stonawskich, zatarły pierwotny charakter budowli. Dziś jest to dwukondygnacyjna wieża z przylegającym do niej piętrowym budynkiem. Obiekt jest obecnie własnością prywatną. Przed dworem, na skrzyżowaniu ulic Stefana Żeromskiego i Władysława Reymonta, stoi figura św. Jana Nepomucena z 1729 r.
- Willa przy ul. Błogockiej 19 w Cieszynie (tzw. willa rodziny von König; obecnie siedziba szkoły) wraz z najbliższym otoczeniem;

Obiekt wybudowany w 1905, wg projektu Franza Burkerta; po 1945 budynek przejęło państwo, od lat 50. XX w. był tu internat, a od 1990 (obecnie Katolicka Szkoła Podstawowa, prowadzona przez Stowarzyszenie „Dziedzictwo św. Jana Sarkandra” w Cieszynie).

## Przyroda
Na obszarze dawnych Błogocic położone są dwa rezerwaty przyrody:
- Rezerwat przyrody Lasek Miejski nad Olzą
- Rezerwat przyrody Lasek Miejski nad Puńcówką

poza nimi istnieją także:
- Park pod Wałką – posiadający ścieżkę zdrowia, plac zabaw, kemping Olza i przystań kajakową na tzw. kanale ulgi – lewym korycie Młynówki. Rosną tu dęby czerwone, pochodzące z Ameryki Północnej[8].
- zespół przyrodniczo-krajobrazowy Lasek Miejski w Błogocicach – utworzony na skarpie nad Olzą w 2002 r. na powierzchni ponad 4 ha. Obszar ten praktycznie w całości porastają zbiorowiska leśne: podgórski las brzostowo-jesionowy, grąd subkontynentalny z podzespołem ciepłolubnym oraz fragmenty lasów o charakterze łęgów. Obszar tego zespołu przyrodniczo-krajobrazowego łączy dwa rezerwaty: „Lasek Miejski nad Olzą” oraz „Velke Doly” położony w granicach Trzyńca i Czeskiego Cieszyna na terenie Republiki Czeskiej[9]

## Turystyka
Przez Błogocice przebiegają trasy spacerowe po Cieszynie:
- Trasa spacerowa rezerwatów[10] (jej dokładny przebieg można obejrzeć na mapie tutaj LINK)
- Trasa spacerowa osiedlowa[11]

a także następujące trasy rowerowe:
- Międzynarodowy Szlak Rowerowy Greenways Kraków – Morawy – Wiedeń
- Główny Karpacki Szlak Rowerowy
- czerwona trasa rowerowa nr 24 (Pętla rowerowa Euroregionu Śląsk Cieszyński)

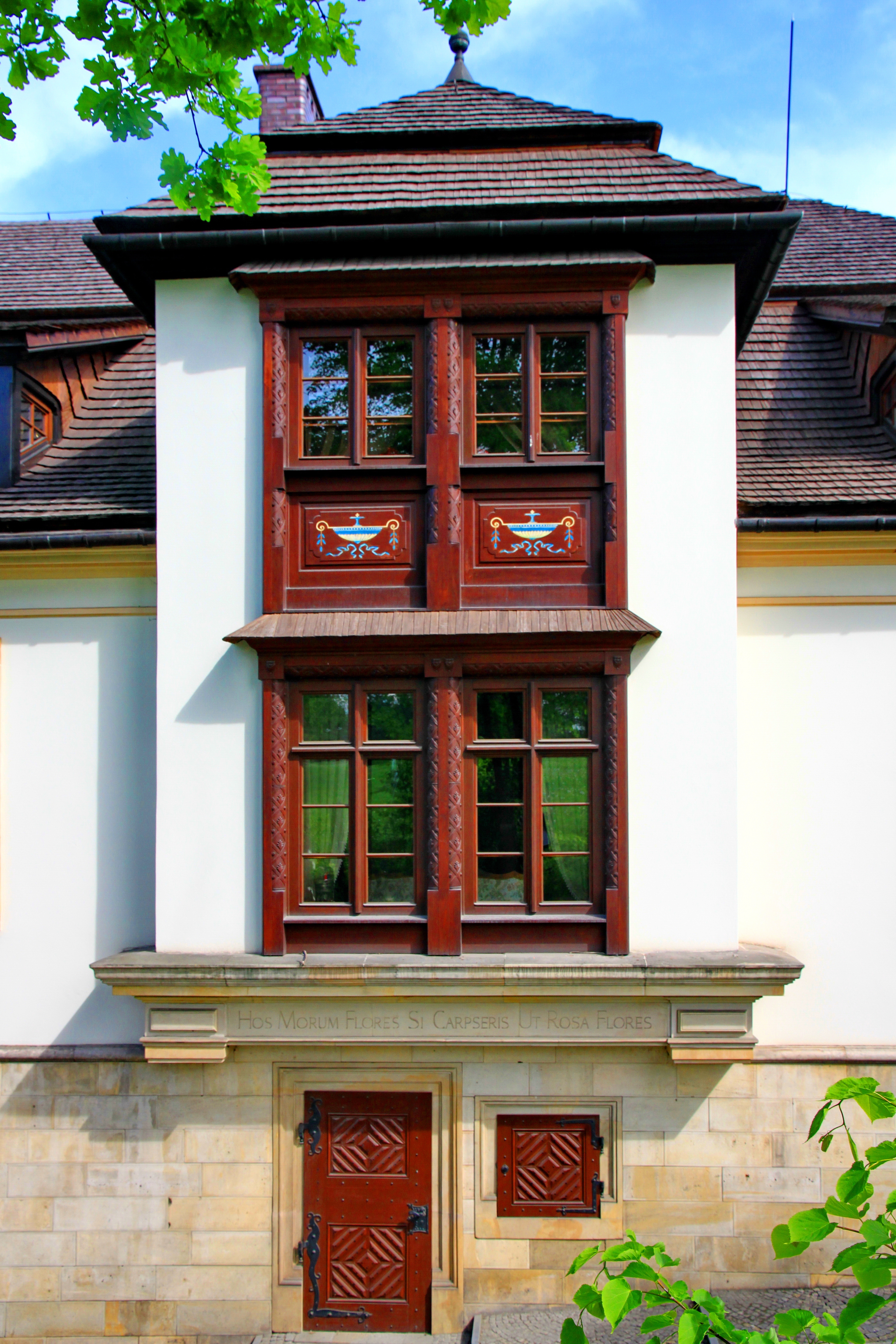
Dwór szlachecki od frontu
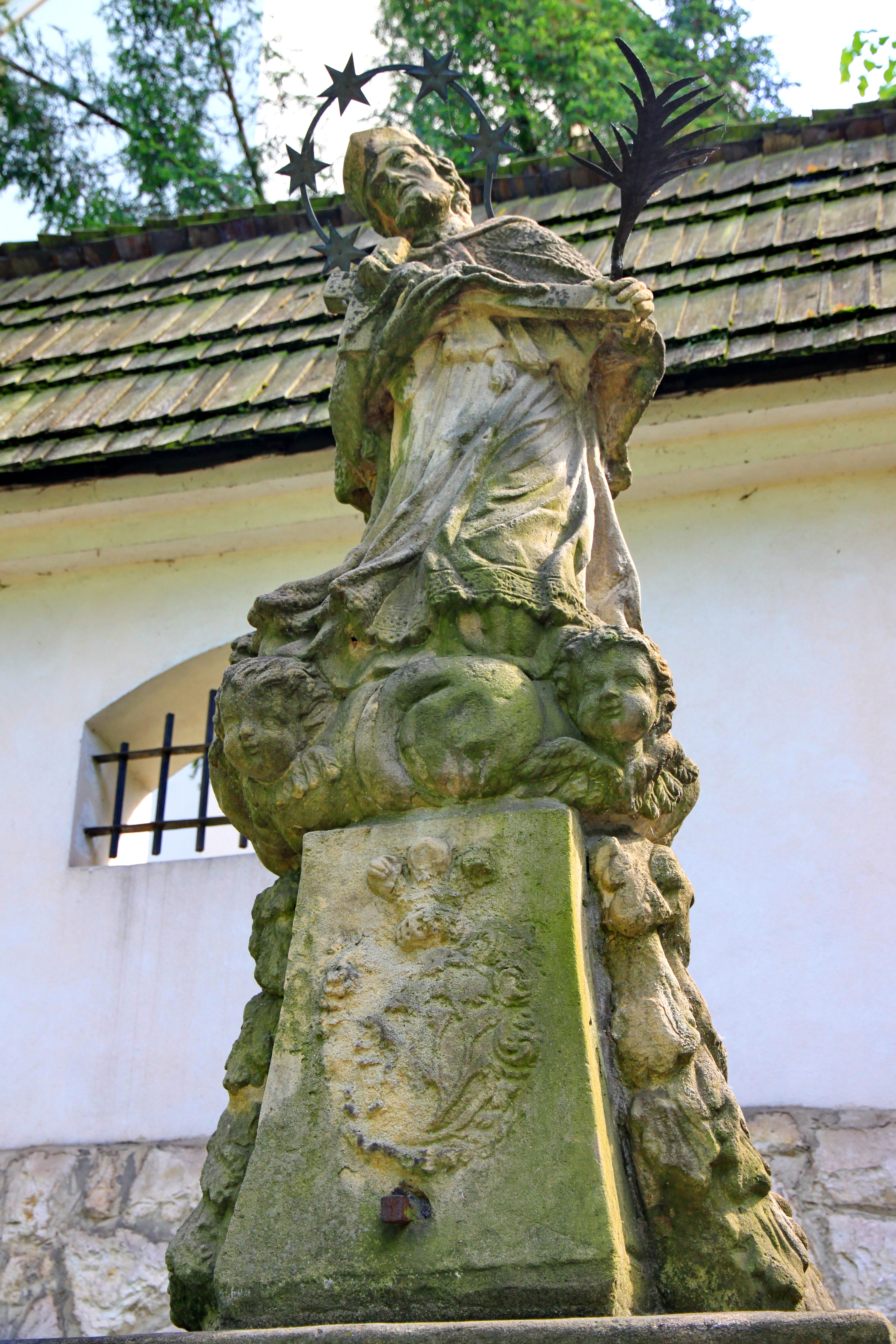
Pomnik św. Jana Nepomucena z 1729 r. znajdujący się przed dworem szlacheckim
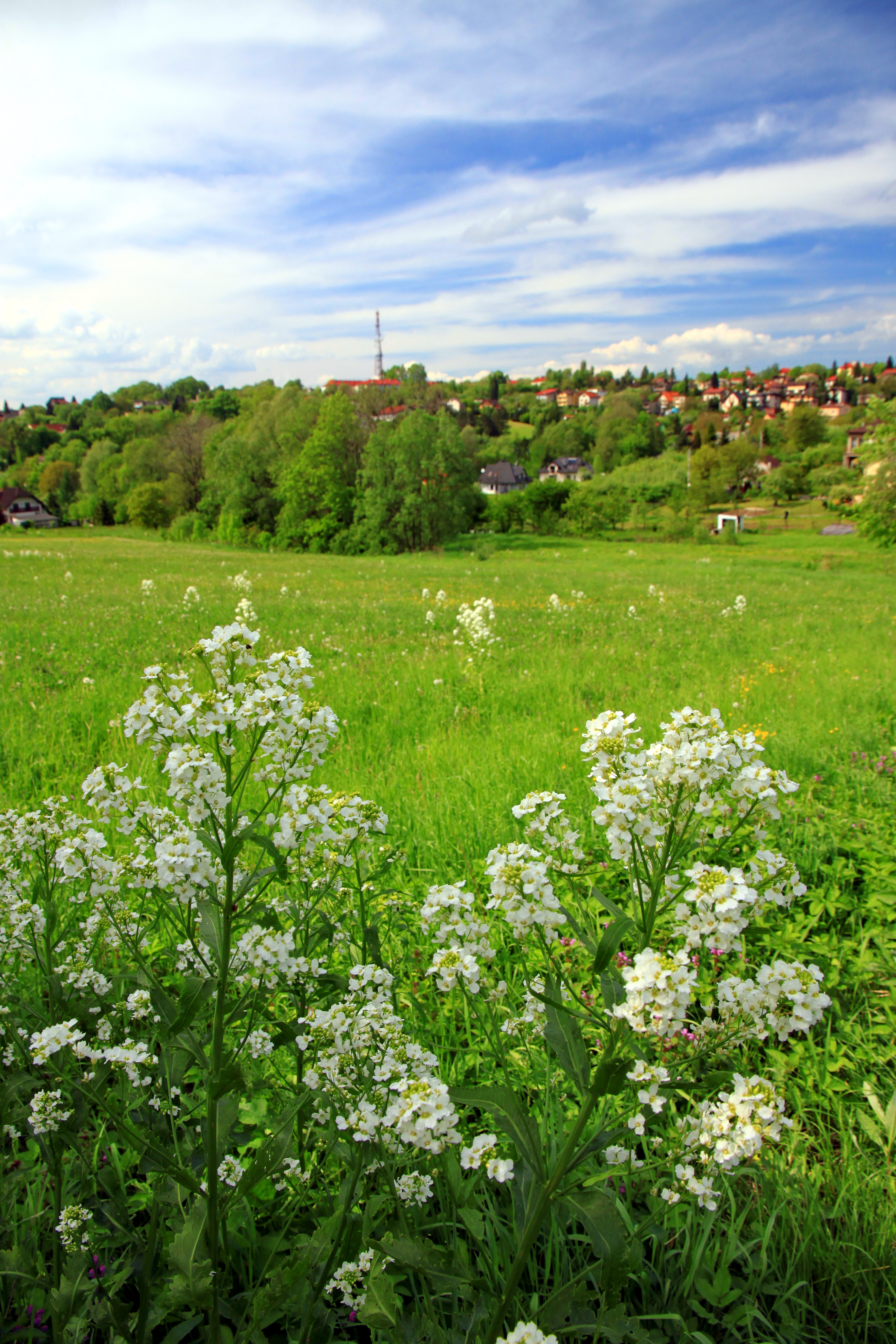
Widok na pola i centrum miasta w oddali
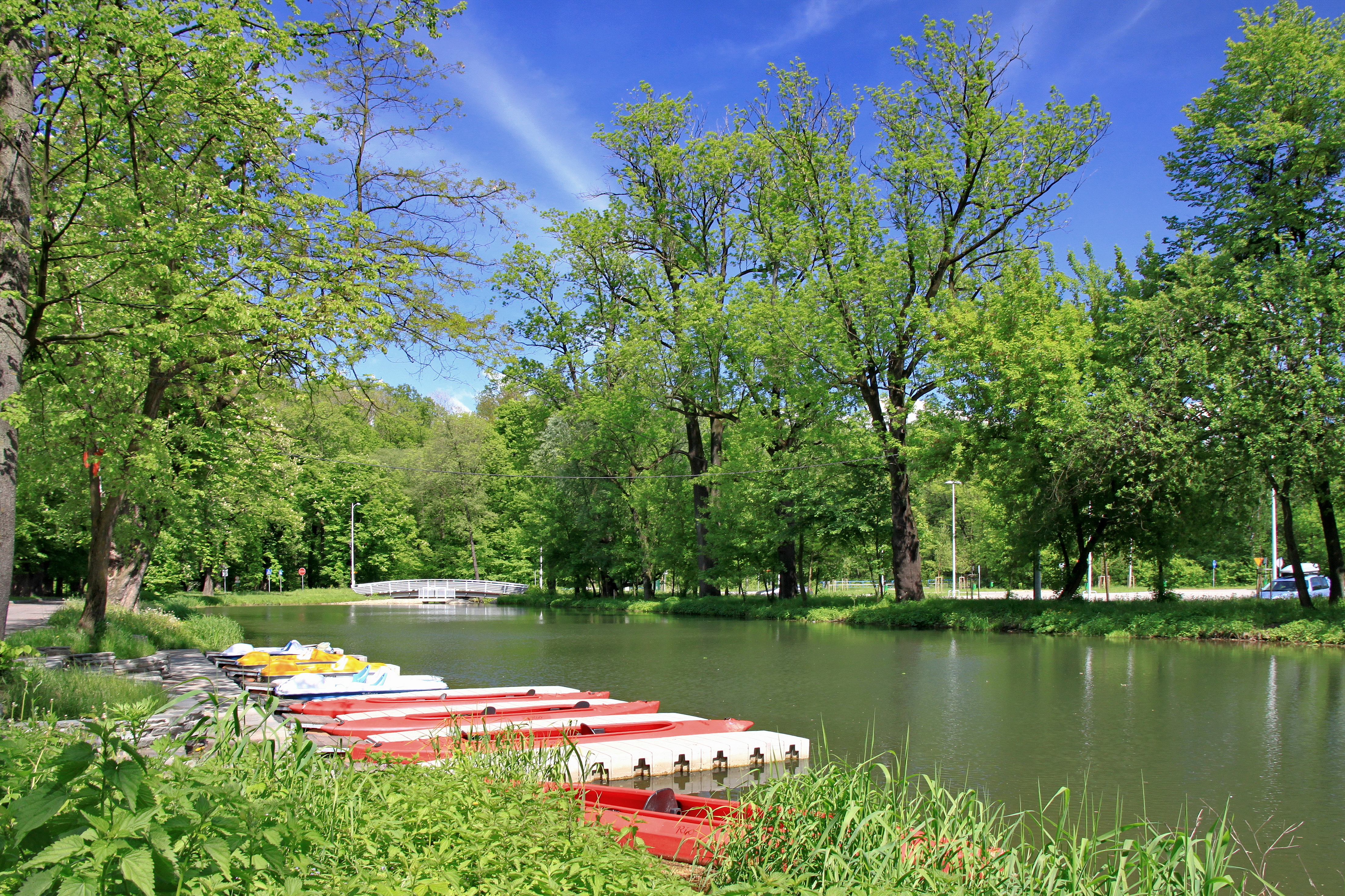
Przystań kajakowa w Parku pod Wałką
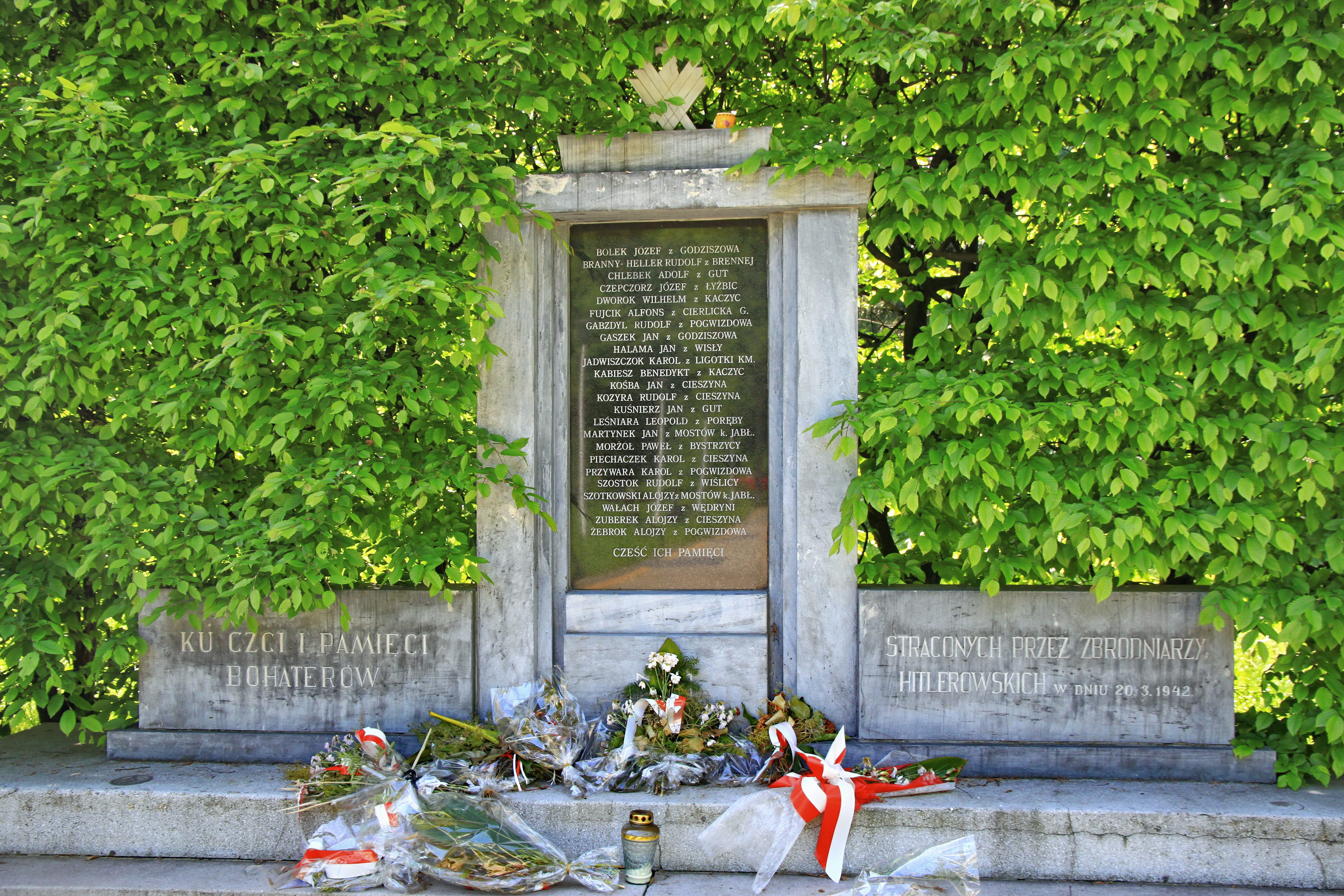
pomnik straconych w Parku pod Wałką

## Komunikacja
Przez Błogocice przebiega trasa autobusów PKS Cieszyn Sp. z o.o. kursujące relacją: Cieszyn – Leszna Podlesie i Cieszyn – Cisownica Pod Tułem oraz BUS-y prywatnego przewoźnika TRANSBUS kursującego na trasie Cieszyn – Leszna Podlesie. Do Błogocic dojeżdżają autobusy ZGK Cieszyn Sp. z o.o. linii miejskiej nr 10. W Błogocicach znajduje się kilka przystanków: ul. Żeromskiego/Las (ZGK), Błogocice (ZGK), al. Łyska/Las (ZGK, PKS i TRANSBUS) oraz przystanek słupkowy funkcjonujący w okresie letnich wakacji (lipiec, sierpień) zlokalizowany przy Kąpielisku Miejskim (obowiązuje tylko w ZGK Cieszyn Sp. z o.o., przystanek al. Łyska/Basen).